# Hylodesmum podocarpum
Hylodesmum podocarpum (DC.) H.Ohashi & R.R.Mill è una pianta della famiglia delle leguminose, originaria del Giappone.

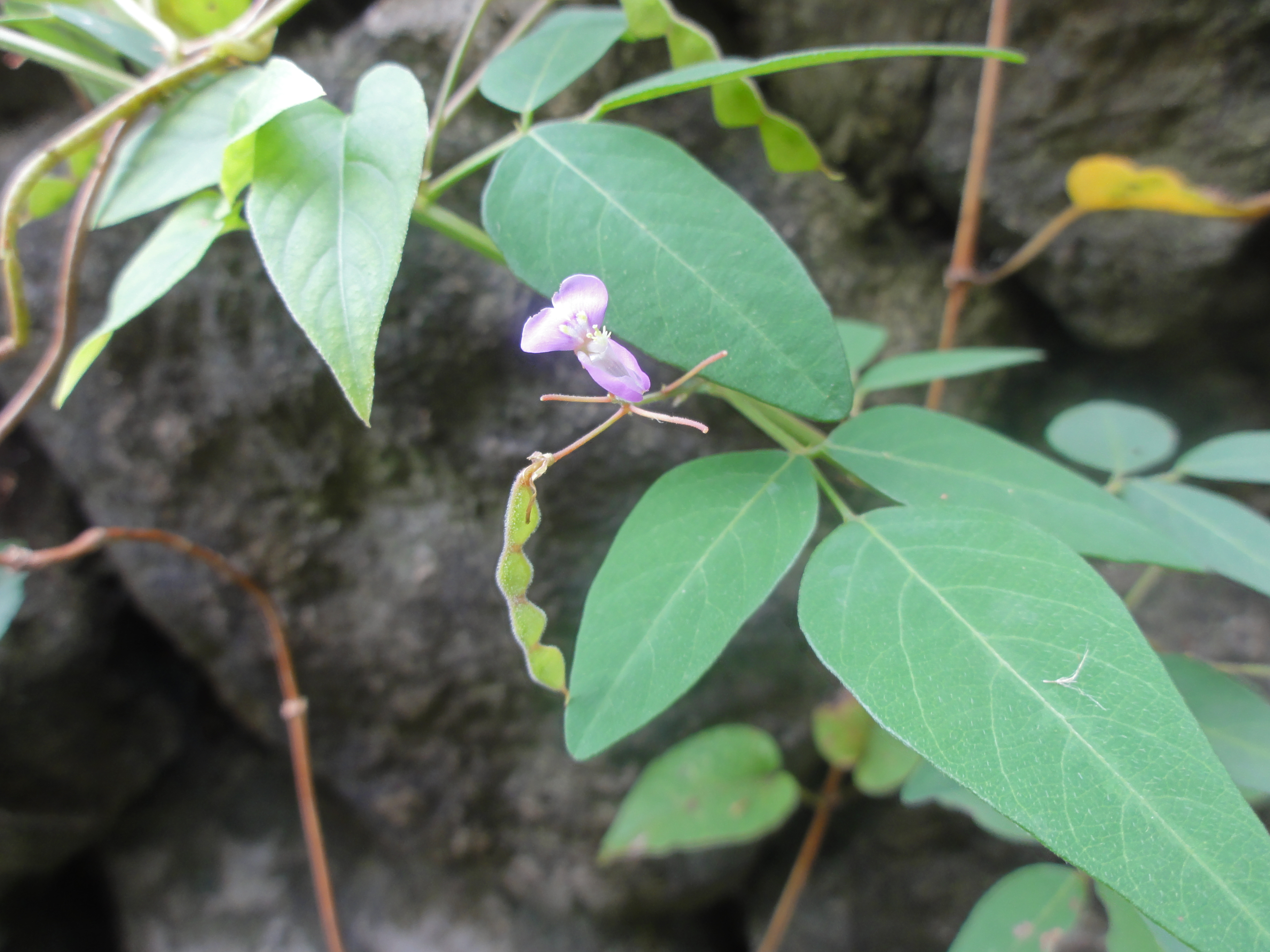
Foglie e fiori